# Odissea tragica
Odissea tragica (The Search; letteralmente: "La ricerca") è un film statunitense del 1948 diretto da Fred Zinnemann.
Nel 2014 ne è stato realizzato un remake francese, The Search, diretto da Michel Hazanavicius, ambientato in Cecenia.

## Trama
Nella Germania dell'immediato dopoguerra, occupata dalle truppe alleate, la signora Murray e altri dipendenti dell'UNRRA si adoperano per identificare i bambini abbandonati e riunirli alle famiglie. Tra loro c'è Karel Malik, un bambino cecoslovacco sopravvissuto al campo di concentramento, dopo essere stato separato dalla madre. Traumatizzato dalla separazione, il bambino non parla e nessuno sa chi sia né da dove venga. I bambini diffidano delle persone che indossano uniformi, credendo siano come i nazisti, e quando vengono caricati su delle ambulanze vengono presi dal panico, perché sanno che i nazisti usavano veicoli simili per gasare i prigionieri. Perciò uno dei bambini, Raoul, riesce a forzare il portello dell'ambulanza e i bambini fuggono. Raoul e Karel cercano di attraversare il fiume a nuoto; Raoul annega, mentre Karel si nasconde tra le canne della riva. I soccorritori trovano il suo berrettino e ne deducono che anche lui sia annegato, e sospendono le ricerche; dopo aver ritrovato tutti gli altri bambini, li portano al centro di raccolta.
Karel cammina da solo tra le macerie della città distrutta. Un ingegnere militare americano, Steve, passando a bordo della sua jeep, nota il piccolo affamato e lo invita a salire a bordo dell'auto; ma Karel si rifiuta, poiché diffida di tutti gli adulti, in particolare di quelli che indossano una divisa. Steve riesce infine ad acciuffarlo e a portarlo nell'alloggio che gli è stato assegnato, dove abita insieme a un collega. Fa vedere al bambino che il cancello è aperto e gli fa capire che è libero e può andarsene quando vuole, così Karel si tranquillizza. Vedendo che i piedi del bambino sono piagati, Steve versa su di essi della tintura di iodio, avvertendolo che sentirà un bruciore; ma Karel rimane del tutto indifferente, e questa mancanza di reazioni dà a Steve la misura delle sofferenze che il bambino ha dovuto affrontare in tenera età, e alle quali sembra essersi abituato.
L'affetto e la comprensione di Steve vincono la diffidenza di Karel, che pian piano comincia a comportarsi come un bambino normale. Non sapendo quale sia il nome del bambino, Steve lo chiama Jim; e poiché ignora la sua nazionalità e la sua lingua di origine, inizia a insegnargli la lingua inglese. Essendo stato separato da lei quando era piccolissimo, Karel ha un ricordo molto confuso della madre; solo un'immagine sfocata in cui la vede al di là di un filo spinato. Steve scrive alla sua fidanzata chiedendole se acconsente ad adottare insieme a lui il bambino, e ottenuta una risposta positiva, decide di iniziare le pratiche per l'adozione. Steve ignora che la signora Hannah Malik, madre di Karel, è ancora viva, e che, essendo anche lei stata liberata da un campo di concentramento, vaga da un centro di raccolta all'altro alla ricerca di suo figlio. Giunta al centro di raccolta in cui lavora la signora Murray, Hannah vede casualmente il berrettino che è stato raccolto dall'acqua e lo riconosce. La signora Murray la informa che il bambino che indossava quel berrettino è annegato. Hannah decide di restare lì ad occuparsi degli altri bambini, riversando su di loro l'affetto che non può più dare al figlio.
Quando Steve porta Karel al centro di raccolta per iniziare le pratiche di adozione, la signora Murray riconosce il bambino che credeva annegato, e lo porta alla stazione, dove Hannah sta accompagnando una fila di bambini al treno. I due si incrociano e si abbracciano, e dopo tante tribolazioni sono finalmente riuniti.

## Produzione
Negli anni immediatamente seguenti alla seconda guerra mondiale numerosi film pongono al centro il dramma sociale e personale degli orfani e dei bambini di strada, da Sciuscià (regia di Vittorio De Sica, 1946) e The Children of Europe (regia di Theodore Andrica, 1947), a Our Children (Unzere Kinder, regia di Natan Gross e Shaul Goskind, 1948), È accaduto in Europa (Valahol Európában, regia di Géza von Radványi, 1948) e Il ragazzo dai capelli verdi (The Boy with Green Hair, regia di Joseph Losey, 1948). Ad essere trattata qui in modo specifico è l'esperienza dei bambini dell'Olocausto. Come nel caso di Our Children la maggior parte dei piccoli interpreti è reclutata negli orfanotrofi dove si raccolgono i sopravvissuti ai campi di concentramento nazisti. Ad essi viene chiesto di interpretare se stessi e di rivivere la memoria delle proprie esperienze personali.
A rafforzare il carattere realistico del film, gli esterni furono girati in Europa, tra le rovine di alcune città tedesche subito dopo la fine della seconda guerra mondiale; in particolare a Ingolstadt, Norimberga e Würzburg. Per la parte del piccolo protagonista Fred Zinnemann scelse invece un attore bambino ceco professionista, Ivan Jandl, con alle spalle già una buona esperienza alla radio e al cinema. La scelta si rivelò particolarmente felice; per la sua intensa interpretazione Jandl vincerà un Golden Globe e un Oscar giovanile. Per la parte della madre "in cerca' del figlioletto perduto, ci si affida ad una celebre cantante lirica ceca, il soprano Jarmila Novotná, che in prima persona aveva fatto esperienza delle persecuzioni naziste decidendo di emigrare come profuga negli Stati Uniti.
Il film è la seconda prova sul grande schermo di un giovane Montgomery Clift. L'attore, poco soddisfatto delle battute del suo personaggio, apportò di sua mano molte modifiche alla sceneggiatura, che poi fruttò un Oscar ai due autori ufficiali, Richard Schweizer e David Wechsler. L'interpretazione di Clift fu talmente convincente che molti pensarono fosse un vero soldato prestato al cinema; il regista Fred Zinneman rimase così colpito dal giovane attore da richiamarlo, pochi anni dopo, anche per il film Da qui all'eternità, in cui Clift fornirà un'altra memorabile performance.

## Distribuzione
Il film è stato presentato in concorso al Festival di Venezia 1948 dove vinse la Medaglia della Biennale di Venezia. Ottenne diversi premi e riconoscimenti anche agli Oscar 1949 (inclusa la prima nomination della carriera a Montgomery Clift e un Oscar giovanile per il piccolo Ivan Jandl), ai BAFTA e ai Golden Globe.

## Riconoscimenti
- 1949 - Premio Oscar
  - Oscar giovanile a Ivan Jandl
  - Miglior soggetto a Richard Schweizer e David Wechsler
  - Nomination Migliore regia a Fred Zinnemann
  - Nomination Miglior attore protagonista a Montgomery Clift
  - Nomination Migliore sceneggiatura non originale a Richard Schweizer e David Wechsler
- 1949 - Golden Globe
  - Miglior film promotore di Amicizia Internazionale
  - Migliore sceneggiatura a Richard Schweizer e David Wechsler
  - Golden Globe Speciale a Ivan Jandl
- 1950 - Premio BAFTA
  - Premio UN

- 1948 - Festival di Venezia 1948
  - Medaglia della Biennale di Venezia
- 1948 - Directors Guild of America Award
  - Nomination DGA Award a Fred Zinnemann
- 1948 - National Board of Review Award
  - Migliori dieci film
- 1948 - New York Film Critics Circle Award
  - Nomination Migliore attore a Ivan Jandl